# خيسوس كاستيلو رانجيل
خيسوس كاستيلو رانجيل (بالإسبانية: Jesús Castillo Rangel)‏، الملقب بـ دون تشوتشيتو (سوكونوسكو، تشياباس؛ 24 أكتوبر 1896 نيكولاس برافو، أوثون ب.بلانكو، كوينتانا رو؛ 20 ديسمبر 2017)، كان ثوريًا مكسيكيًا ومزارعًا. كان الرجل الأكبر سنا في المكسيك حتى لحظة وفاته بعمر 121 عاما. تم تسجيله في الأرشيف العام لأمة المكسيك الذي یصدق تاريخ ميلاده.

## السيرة الشخصية

### حیاته الأولیة
اندلعت الثورة المكسيكية عندما كان دون جيسوس يبلغ من العمر 14 عامًا فقط «قاتلت إلى جانب زاباتا. لكن في الأيام الأولى للثورة كنت رجلاً عسكريًا من كارانشيستا».
كان جزءًا من القوات التي يقودها إيميليانو زاباتا، مما يدل على تقاربه مع شعار «الأرض لمن يشتغلها»، واقتناعا بآمال الانتصار التي نقلها الجنرال الثوري.

### بعد الثورة المكسيكية
في عام 1924، بعد الثورة التقى بزوجته المستقبلية  فيدينسيا موراليس رودولفو وألفريدو. الاضطهاد الذي مارسه أصحاب الأرض في ذلك الوقت ضد أولئك الذين شاركوا في الحركة الثورية  أجبر الزوجين على الانتقال إلى كونسبسيون ديل أورو وهو مجتمع محلي في ولاية زاكاتيكاس. في محاولة للحفاظ على سلامتهم، في سوكونوسكو تركوا طفليهم في رعاية معارفهم الذين لم يسمعوا عنهم من قبل«اضطررنا أنا وزوجتي إلى الفرار لأننا جميعًا الذين شاركنا في حركة الثورة أحرقوا منازلنا».
مكث عیسی وزوجته فيدينسيا في كونسبسيون ديل أورو لعدة سنوات في وقت لاحق سوف ينتقلون إلى آکیوکان في فيراكروز. أخيرًا في عام 1989 استقروا بشكل دائم في نيكولاس برافو في كينتانا رو.

### حياته في كينتانا رو
كرس دون تشوتشيتو كما يسميه جيرانه نفسه للعمل في الأرض حتی بلغ عمره 106 عاماً. وفي عام 2012 توفيت زوجته فيدينسيا موراليس بعد أن عاشت معه 91 عامًا.
في عام 2015، أقر المعهد الوطني لكبار السن (Inapam) دون تشوتشيتو على المستوى الوطني باعتباره أكبر شخص معمرًا في المكسيك.

## وفاته
توفي في 20 ديسمبر 2017 عن عمر يناهز 121 عامًا في بلدة نيكولاس برافو التابعة لبلدية أوثون ب. وإلی وقت وفاته كان قد رأى مرور ثلاثة قرون.